# Szczekanica
Szczekanica – część miasta Piotrków Trybunalski w województwie łódzkim. Leży w północno-zachodniej części miasta, wzdłuż ulicy Wojska Polskiego, przy drodze wylotowej na Szydłówkę, na północ od Twardosławic.